# Jiří Lederer (publicista)
Jiří Lederer (15. července 1922 Kvasiny – 12. října 1983 Birnbach, Německo) byl český rozhlasový a televizní kritik, novinář a publicista, esejista, spisovatel.
Vystudoval gymnázium v Rychnově nad Kněžnou. Po válce studoval v Praze a Krakově, a to filozofii, politiku, literaturu a sociologii. Stal se redaktorem a publicistou. V roce 1967 se oženil s polskou překladatelkou Elzbietou Ledererovou. Aktivně se zúčastnil Pražského jara, po Invazi vojsk Varšavské smlouvy do Československa byl vězněn komunistickým režimem. V roce 1980 byli v rámci akce Asanace manželé Ledererovi donuceni k emigraci do Spolkové republiky Německo. Používal pseudonym Jan Teren.

## Spisy
- Když se řekne Werich..., Köln : Index, 1981, sestavitel
- Svědectví Pavla Tigrida, Mnichov : Opus bonum, 1982, sestavitel
- Mé Polsko, Köln : Index, 1982
- Jan Palach : ein Biografischer Bericht, překlad z češtiny: Roswitha Ripota, Zürich : Unionsverlag, 1982
- ...a když se řekne Voskovec, Köln : Index, 1983
- Touhy a iluze : vzpomínání do srpna 1968, Toronto : Sixty-eight Publishers, 1984
- Tak tedy... přijďte!, fotografie: Erich Einhorn, Praha : Videopress, VNT, 1990
- Když se řekne Werich a když se řekne Voskovec, Praha : Orbis, 1990, ISBN 80-235-0010-4
- Jan Palach : zpráva o životě, činu a smrti českého studenta, Praha : Novinář, 1990, ISBN 80-7077-408-8
- České rozhovory, Praha : Československý spisovatel, 1991, ISBN 80-202-0009-6